# Agabus klamathensis
Agabus klamathensis là một loài bọ cánh cứng trong họ Bọ nước. Loài này được Larson & Leech miêu tả khoa học năm 1989.